# Cuca Espinosa
María José Espinosa Grijalba, más conocida como Cuca Espinosa, (Logroño, 12 de abril de 1971) es una jugadora y entrenadora de baloncesto española, fundadora del Club Baloncesto Las Gaunas y del Club Jacobeo Rioja.

## Trayectoria
Espinosa nació en Logroño, La Rioja, el 12 de abril de 1971. Inició su formación en el baloncesto como escolta en el equipo del colegio Escolapias y en el Lanas Stop de Lardero.
En 1994, Espinosa jugó en la primera división del baloncesto femenino con el antiguo Club Deportivo Las Gaunas junto a Mónica Alonso Alarcia, Eugenia Barrio Herreros, Raquel Escarza Somovilla, Vicky Gómez García, Raquel González Ascarcibar, Cristina Martínez Olivas, Verónica Munilla Sáenz, Naiara Ocaña Berrizbeitia, Patricia Rivas Puerta, Arancha Sáenz Martínez, Elena Sáenz Martínez y Noelia Suárez Del Valle.
Fue una de las socias fundadoras del Club Baloncesto Las Gaunas, además de la fundadora y presidenta del Club Jacobeo Rioja, equipo en el que también ejerce como entrenadora formando a la cantera que jugará posteriormente en los equipos provincial y nacional que el club tiene Además, en 2018 disputó la Liga Sénior Regional como jugadora en dicho equipo, teniendo como compañeras a sus dos hijas, Alba y María Salazar.

## Reconocimientos
En 2014, Espinosa, junto a las otras trece jugadoras del club que en 1994 alcanzaron la primera división del baloncesto femenino, fue nombrada  socia de honor de la Fundación Promete. En 2020, estuvo nominada al premio Mujer La Rioja como jugadora de baloncesto femenino.